# Псевдо-Гебер
Псевдо-Гебер (на латински: Pseudo-Geber) е името, използвано от съвременните изследователи, за неизвестен европейски алхимик от 13 век, понякога идентифициран с Павел Тарантски, който пише на латински книги по алхимия и металургия, подписвайки се като „Гебер“. Гебер е латинизирана форма на името на хорасанския алхимик от 8 век Джабир ибн Хайян, който се ползва с голям авторитет през тази епоха. Съвременниците на Псевдо-Гебер смятат, че книгите му са преводи от арабски на произведения на Джабир ибн Хайян, но по-късно е установено, че това са оригинални текстове.